# Ордино (футбольный клуб)
Футбольный клуб «Ордино» (кат. Futbol Club Ordino) — андоррский футбольный клуб из одноименного города, выступающий в чемпионате Андорры. Домашние матчи проводит на стадионах Федерации футбола Андорры.

## История
Клуб был основан в 2010 году. В сезоне 2012/13 команда стартовала во втором дивизионе Андорры. Команду возглавил Карлос Санчес Эстелья, а в январе 2013 года команду принял  Карлес Валлверду. «Ордино» по ходу турнира не проиграла ни одной игры и стала победителем Сегона Дивизио. Лучшим бомбардиром турнира стал игроком команды Карлос Гомес.
В конце октября 2013 года команду возглавил Хосе Луис Дуке, заменивший Сальвадора Эструха. В августе 2014 года главным тренером «Ордино» стал Виктор Мануэль Торрес Местре. В сентябре 2016 года известный аргентинский футболист Хавьер Савиола вошёл в тренерский штаб клуба.

## Стадион

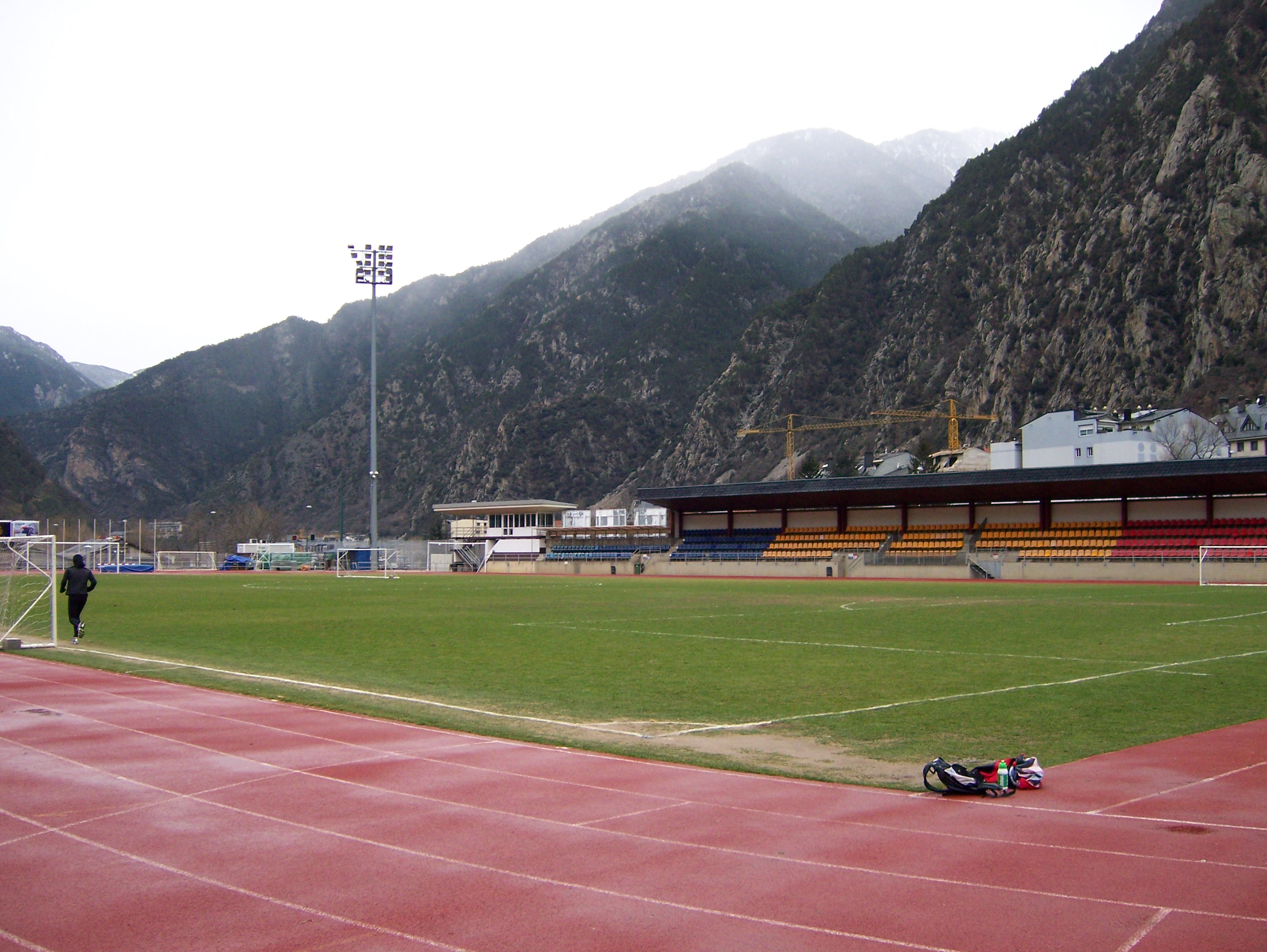
Стадион «Комуналь д’Ашоваль»

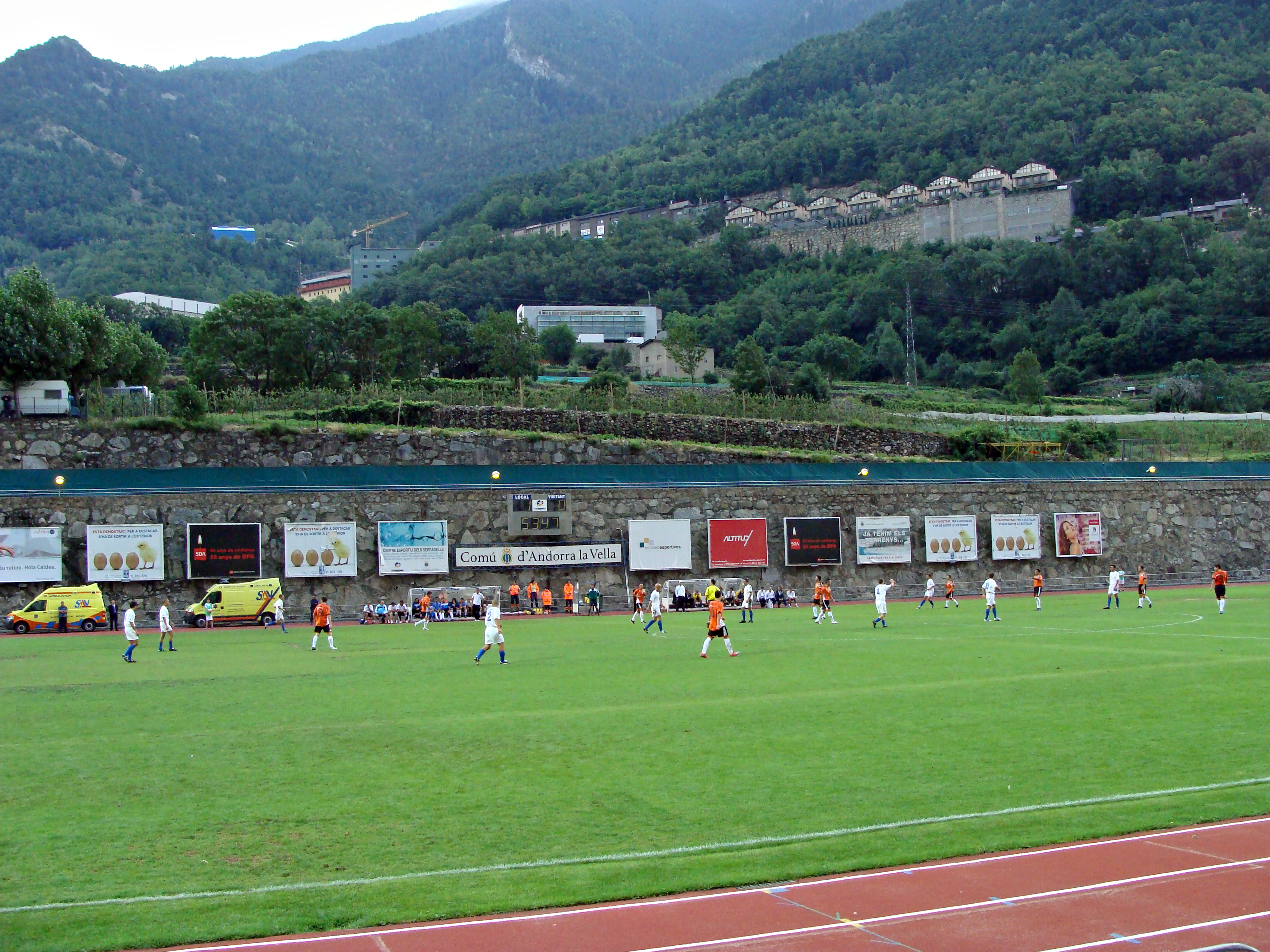
Стадион «Комуналь д'Андорра-ла-Велья»

Футбольная федерация Андорры проводит матчи Примера и Сегона Дивизио на принадлежащих ей стадионах. Также федерация распределяет стадионы и поля для тренировок для каждой команды. «Комуналь д'Андорра-ла-Велья» вмещает 1299 человек и находиться в Андорра-ла-Велья, «Комуналь д’Ашоваль» расположен на юге Андорры в Сан-Жулиа-де-Лория и вмещает 899 зрителей. Иногда матчи проводятся в приграничном с Андоррой испанском городе Алас-и-Серк, на стадионе «Сентре Эспортиу д'Алас», вмещающем 1500 человек.

## Состав
Каждый клуб чемпионата Андорры может иметь не более трёх игроков из Испании с профессиональным контрактом, которые не проживают в Андорре.

## Достижения
- Победитель второго дивизиона Андорры (1): 2012/13

## Главные тренеры
- Карлос Санчес Эстелья (2012—2013)
- Сальвадор Эструх (2013)
- Хосе Луис Дуке (2013—2014)
- Виктор Мануэль Торрес Местре (2014)
- Хосе Кереда (2014—2015)
- Мигель Анхель Лозано (2015—2016)
- Пако Доминго (2016—?)
- Жоан Мармоль (2018)
- Рикарду Суареш (2019—2020)
- Жорди Фабрегат (2021—2022)
- Хесус Барон Теллас (2022—н.в.)

## Статистика
| Сезон   | Дивизион        | Место в чемпионате | И  | В  | Н | П  | ГЗ  | ГП | О  | Кубок Андорры | Примечание |
| ------- | --------------- | ------------------ | -- | -- | - | -- | --- | -- | -- | ------------- | ---------- |
| 2012/13 | Сегона Дивизио  | 1 из 12            | 22 | 22 | 0 | 0  | 119 | 9  | 66 | 1/4 финала    | Повышение  |
| 2013/14 | Примера Дивизио | 5 из 8             | 20 | 9  | 5 | 6  | 41  | 34 | 32 | 1/4 финала    |            |
| 2014/15 | Примера Дивизио | 5 из 8             | 20 | 10 | 3 | 7  | 36  | 29 | 33 | Полуфинал     |            |
| 2015/16 | Примера Дивизио | 6 из 8             | 20 | 8  | 2 | 10 | 32  | 44 | 26 | 1/4 финала    |            |
| 2016/17 | Примера Дивизио |                    |    |    |   |    |     |    |    |               |            |